# 東北鎮區 (印地安納州奧蘭治縣)
東北鎮區（英語：Northeast Township）是位於美國印地安納州奧蘭治縣的一個行政鎮區。

## 地方資料
根據2010年美國人口普查的數據，東北鎮區的面積為74.40平方千米，當中陸地面積為74.20平方千米，而水域面積為0.20平方千米。當地共有人口549人，而人口密度為每平方千米7.38人。